# (3351) Smith
Pour les articles homonymes, voir Smith.
(3351) Smith est un astéroïde de la ceinture principale.
Il est nommé d'après Michael J. Smith, pilote de l'accident fatal de Navette spatiale Challenger.
Les astéroïdes numérotés 3350 à 3356 ont été baptisés en hommage aux sept astronautes morts dans l'explosion de la Navette spatiale Challenger, le 28 janvier 1986.